# Antroposofische geneeswijze
In de antroposofische "geneeswijze" worden de gezondheidsaspecten van levende wezens vanuit het gezichtspunt van de antroposofie verklaard. De antroposofische "geneeskunde" berust dan ook op pseudowetenschap en kan beschouwd worden als een alternatieve geneeswijze.

## Geschiedenis
In 1912 werd de antroposofische vereniging opgericht. Rudolf Steiner was daaraan verbonden als leraar. Hij was van mening dat de antroposofie vooral een geesteswetenschap is waarmee in de geneeskunde meer kon worden bereikt. De antroposofische geneeswijze is geen vervanging van de gangbare universitaire geneeskunde. Alleen een afgestudeerd arts mag na een aanvullende opleiding de antroposofische geneeswijze uitoefenen.

## Achtergrond
De antroposofische arts gaat ervan uit dat de mens uit vier lagen bestaat. Het fysieke lichaam, het levenslichaam, de ziel en de geestelijke kern:
- Het fysieke lichaam is de eerste laag. Dit maakt deel uit van de materiële wereld. De wereld waarin men kan waarnemen met zintuigen. Het fysieke lichaam is tastbaar doordat men het bijvoorbeeld kan meten en wegen.
- De tweede laag is het levenslichaam. Dit staat voor alle lichaamsprocessen. Hierbij kan worden gedacht aan het herstellen van cellen, het groeien, het opnemen en afbreken van voeding en de erfelijkheid. Het levenslichaam is niet zichtbaar.
- De ziel, als derde laag van de mens wordt in de antroposofie beschouwd als de laag waar de emoties zich bevinden. Vreugde, verdriet, liefde, angst etc.
- De bovenstaande drie lagen zijn bij alle levende wezens aanwezig. De antroposofie gaat ervan uit dat alleen bij de mens een vierde laag aanwezig is die benoemd wordt als het "ik", de geestelijke kern. In deze vierde laag bevinden zich gedachten, dromen en idealen.

In de antroposofische geneeswijze wordt gezondheid ook bekeken vanuit deze vier lagen van de mens. Voor een goede gezondheid is evenwicht tussen deze vier lagen nodig.
Wanneer iemand ziek wordt, is volgens de antroposofische geneeswijze ergens in de lagen van die persoon het evenwicht verstoord. Een antroposofisch arts zal zich dus niet richten op symptoombestrijding, maar samen met de patiënt gaan zoeken naar de plek waar het evenwicht verstoord is geraakt. Ziektesymptomen zeggen volgens de antroposofie alles over de gesteldheid van een individu en diens manier van leven.
Iemands fysieke gesteldheid staat altijd in contact met de overige drie lagen van zijn mens-zijn. Wanneer iemand klachten krijgt, kunnen die zich in alle vier de lagen uiten. De geestelijke kern heeft echter de grootste invloed op het ziek zijn. Het functioneren van iemands "ik" bepaalt in grote mate diens lichamelijk welbevinden.
Wanneer iemand zich bij ziekte tot een antroposofisch arts wendt, zal deze adviezen geven gericht op het vergroten van het zelfherstellend en zelfgenezend vermogen van de patiënt. Dit kan op verschillende manieren. Bijvoorbeeld door antroposofische geneesmiddelen. Ook biografische gesprekken, met name het vier-velden traject (biografische coaching) kan bijdragen aan het zelfbewust creëren van een balans en het versterken van de eigen vierledigheid.

## Geneesmiddelen
Antroposofische geneesmiddelen hebben een minerale, plantaardige of dierlijke oorsprong. Ze kunnen ook worden gebruikt in combinatie met medicijnen. De antroposofische geneesmiddelen kunnen verlichting geven van de klachten. Ze zijn geen vervanging voor geneeskunde.
Het bedrijf Weleda werd in 1921 opgericht door Rudolf Steiner en Ita Wegman. Het was een farmaceutisch laboratorium met een tuin met geneeskrachtige kruiden. Tegenwoordig produceert de Zwitserse firma meer dan 90 producten voor lichaamsverzorging en ongeveer 3500 geneesmiddelen. Het bedrijf heeft nog steeds een antroposofische bedrijfsfilosofie. Een andere producent is Wala Heilmittel dat in 1935 werd opgericht door de Duitser Rudolf Hauschka. Deze firma heeft een assortiment van circa 1000 geneesmiddelen en 120 cosmetische producten.
Antroposofische geneesmiddelen worden vervaardigd uit plantaardig en dierlijk materiaal en op basis van mineralen. Toegelaten middelen zijn opgenomen in het Duitse homöopathisches Arzneibuch ("homeopathische geneesmiddelenboek"). Hierin staat beschreven welke grondstoffen zijn toegestaan, en hoe het eindproduct bereid dient te worden.
De antroposofie maakt net als de homeopathie gebruik van het onwetenschappelijke en ineffectieve potentiëren van stoffen. Dit houdt verdunnen en schudden in volgens een voorgeschreven procedure.

### Verschil met homeopathische geneesmiddelen
Antroposofische geneesmiddelen hebben met homeopathische geneesmiddelen gemeen dat beide gebaseerd zijn op het verdunnen van natuurlijke grondstoffen (plantaardig, mineraal of dierlijk) tot in theorie alleen het werkzame bestanddeel overblijft. Deze werkzaamheid is echter niet wetenschappelijk aangetoond.
Antroposofische geneesmiddelen worden over het algemeen minder sterk verdund dan homeopathische geneesmiddelen, met als gevolg dat antroposofische geneesmiddelen, in tegenstelling tot homeopathische, nog wél aantoonbare hoeveelheden van de uitgangsstof kunnen bevatten. Om die reden zijn antroposofische geneesmiddelen minder onschuldig dan homeopathische; al dan niet ernstige bijwerkingen zijn bij antroposofische geneesmiddelen mogelijk. Met name middelen op basis van mineralen kunnen aanzienlijke concentraties zware metalen bevatten die blijvende gezondheidsschade kunnen veroorzaken.

### Vergoeding
In Nederland zijn de meeste antroposofische artsen huisartsen en specialisten ingebed in de normale maatschappelijke structuur van de reguliere geneeskunde. Hier is de vergoeding normaal als bij regulier werkende collega's in Nederland.
Consulten worden in de aanvullende verzekering (geheel of gedeeltelijk) vergoed als de arts niet de eigen huisarts is. Voor therapieën geldt hetzelfde.
Geneesmiddelen:
In Nederland kunnen de middelen worden vergoed afhankelijk van het type aanvullende verzekering. Andere voorwaarden voor vergoeding zijn, dat een Nederlandse arts het middel heeft voorgeschreven, en dat het middel is geleverd door een Nederlandse apotheek. In Duitsland worden sommige middelen door verzekeraars vergoed.

### Iscador
Een niet algemeen geaccepteerd antroposofisch middel is Iscador, de merknaam voor een op maretak gebaseerd middel. Steiner speculeerde op basis van een aan de signatuurleer ontleende valse analogie dat maretak, een parasiet die zijn gastheer doodt, vergelijkbaar was met kanker. Gesteld wordt dat het helpt bij de behandeling van kanker. Het onderzoek naar de effectiviteit van Iscador overtuigt niet iedereen en de resultaten zijn niet altijd eenduidig. Hoewel uit laboratoriumproeven bleek dat maretakpreparaten een invloed kunnen hebben op het immuunsysteem en sommige soorten kankercellen kunnen doden, is er weinig of geen bewijs dat die middeltjes ook daadwerkelijk baat kunnen bieden aan kankerpatiënten. Er wordt weliswaar soms verwezen naar een aantal studies waarin allerlei positieve effecten worden toegeschreven aan maretakpreparaten, bv. dat die de bijwerkingen van chemokuren zou verminderen, dat ze de eetlust zouden herstellen en de levenskwaliteit zouden verhogen, maar die publicaties zijn doorgaans van een eerder bedenkelijke aard. Uit metastudies gebaseerd op medische literatuur en verifieerbare onderzoeken bleek integendeel dat de werkzaamheid van het middel niet kon worden aangetoond. In Zwitserland zijn in een speciale kankerkliniek al 30.000 kankerpatiënten behandeld met een combinatie van medische therapie en maretakbehandeling. Er spelen bij de behandeling op basis van met maretak bereide middelen ook belangrijke financiële belangen en er zou in Europa jaarlijks ongeveer 45 miljoen euro aan besteed worden. Bij een integrale behandeling van kanker worden medische therapieën zoals chemokuur, bestraling en operaties gecombineerd met een maretakbehandeling en andere aanvullende behandelingen zoals kunstzinnige of creatieve therapie, massage en lotgenotengroepen; hiervoor bestaat echter geen wetenschappelijke basis.

## Antroposofische artsen en therapeuten
Alleen artsen die afgestudeerd zijn aan een universiteit en zich gespecialiseerd hebben in de antroposofische behandelwijze, mogen het vak uitoefenen. Ook antroposofische therapeuten hebben vaak een medische opleiding genoten voordat ze zich gespecialiseerd hebben in de antroposofische wijze van genezen. Antroposofische geneeswijze is geen specialisme in de zin van artikel 14 Wet BIG en dus wordt het niet door de Nederlandse overheid erkend. Wel wordt de antroposofische geneeskunde veelal door erkende en BIG-geregistreerde professionals zoals artsen, fysiotherapeuten en verpleegkundigen uitgevoerd. Een uitzondering hierop zijn de euritmietherapeuten en de kunstzinnige therapeuten, die wel veelal onder auspiciën van een verwijzend antroposofisch arts werken. Antroposofische beroepsbeoefenaren moeten om voor vergoeding in aanmerking te komen, lid zijn van hun antroposofische beroepsvereniging en certificaathoudend zijn. Zij conformeren zich hiermee aan de vigerende opleidings-, nascholings-, en klachtreglementen van die verenigingen.

## Antroposofische geneeswijze en vaccinaties
Antroposofen zijn van mening dat een goede gezondheid voldoende weerstand moet bieden bij kinderziekten als mazelen. Als een kind de ziekte doormaakt, zou dat goed zijn voor de lichamelijke en mentale ontwikkeling. Antroposofen zijn eensgezinder in het afwijzen van inentingen dan reformatorische christenen, maar ook minder radicaal. Zo laten ze hun kinderen doorgaans wel inenten tegen gevaarlijkere kinderziekten, zoals kinkhoest en polio, maar vaak niet voor mazelen, bof en rode hond.

## Kritiek
De antroposofische opvattingen over geneesmiddelen zijn wetenschappelijk onbegrijpelijk. De antroposofische geneeswijze kan daarom worden beschouwd als kwakzalverij. Edzard Ernst, hoogleraar alternatieve geneeswijzen stelt dat de antroposofische wijze van behandelen ongeloofwaardig is: er is niet van aangetoond dat ze effect heeft en het is onwaarschijnlijk dat het werkt. Er kunnen zelfs aanzienlijke risico's aan kleven. Tijdens de coronapandemie van 2020-2021 kwamen een aantal Duitse hospitalen waar antroposofische geneeskunde wordt beoefend in opspraak omdat ernstig zieke patiënten, buiten hun medeweten of goedkeuring, werden behandeld met alternatieve middelen waarvan de werking onbewezen en uiterst twijfelachtig is.
De Food and Drug Administration verbiedt het gebruik van maretak of extracten ervan voor eender welke klinische toepassing.